# $5,000 Reward (film 1916)
$5,000 Reward è un cortometraggio muto del 1916 diretto e interpretato da Tom Mix.

## Trama
Un ricco uomo, ormai vecchio viene assassinato, poco dopo aver inviato le sue ultime volontà al nipote. Temendo di essere accusato dell'omicidio, il nipote fugge, e, con l'aiuto di una giovane donna cui ha salvato vita, dovrà cercare di rintracciare il vero assassino.

## Produzione
Il film fu prodotto dalla Selig Polyscope.

## Distribuzione
Distribuito dalla General Film Company, il film - un cortometraggio in una bobina - uscì nelle sale cinematografiche statunitensi il 27 maggio 1916.